# Andrej Themár
Andrej Themár (ur. 28 czerwca 1988 w Martinie) – słowacki hokeista.

## Kariera
- MHC Martin U18 (2004–2006)
- MHC Martin U20 (2005–2007)
- MHC Martin (2006–2015)
  -  MHK Dolny Kubin (2007–2011)
  -  HC 05 Banská Bystrica (2011/2012)
  -  MHk 32 Liptovský Mikuláš (2011/2012)
  -  Nice (2012/2013)
  -  HC Prešov Penguins (2014)
  -  HC 07 Detva (2015)
- Moss Hockey (2015–2016)
- Hull Pirates (2016–2017)
- Tauron KH GKS Katowice (2017–2018)
- Unia Oświęcim (2018-2020)
- HK Martin (2020-2021)
- Re-Plast Unia Oświęcim (2021-2022)
- Hull Seahawks (2022-2023)
- PZU Podhale Nowy Targ (2023-2024)

Wychowanek klubu MHC w rodzinnym Martinie. Był zawodnikiem seniorskiej drużyny tego klubu od 2006 do 2015, równolegle będąc przekazywanym do innych zespołów. od czerwca 2016 do czerwca 2017 był zawodnikiem angielskiej drużyny Hull Pirates w brytyjskich rozgrywkach. We wrześniu 2017 został zawodnikiem Tauron GKS Katowice. Na początku sierpnia 2018 został zawodnikiem Unii Oświęcim. Po sezonie 2019/2020 odszedł z klubu. Pod koniec listopada 2020 ogłoszono jego kontrakt z HK Martin. W kwietniu 2021 został ponownie zawodnikiem Re-Plast Unii Oświęcim. W lipcu 2022 ogłoszono jego transfer do angielskiej drużyny Hull Seahawks. Od sierpnia 2023 zawodnik PZU Podhale Nowy Targ.
W barwach Słowacji uczestniczył w turnieju mistrzostw świata juniorów do lat 20 edycji 2007.

## Sukcesy
Klubowe
- Puchar Kontynentalny: 2009 z MHC Martin
- Brązowy medal mistrzostw Słowacji: 2010 z MHC Martin
- Złoty medal 1. ligi słowackiej: 2015 z HC 07 Detva
- Srebrny medal mistrzostw Polski: 2018 z Tauron KH GKS Katowice, 2020[11], 2022 z Re-Plast Unią Oświęcim

Indywidualne
- Sezon EPIHL (2016/2017):
  - Pierwsze miejsce w klasyfikacji strzelców w sezonie zasadniczym: 52 gole
  - Pierwsze miejsce w klasyfikacji kanadyjskiej w sezonie zasadniczym: 95 punktów
- Polska Hokej Liga (2017/2018)[12]:
  - Pierwsze miejsce w klasyfikacji strzelców w sezonie zasadniczym: 31 goli
  - Trzecie miejsce w klasyfikacji kanadyjskiej w sezonie zasadniczym: 48 punktów
- Polska Hokej Liga (2018/2019)[13]:
  - Pierwsze miejsce w klasyfikacji strzelców w sezonie zasadniczym: 26 goli
  - Pierwsze miejsce w klasyfikacji kanadyjskiej w sezonie zasadniczym: 54 punkty